# Кольменарес, Гресия
Гресия Долорес Кольменарес Мьюссенс (исп. Grecia Dolores Colmenares Mieussens) (7 декабря 1962, Валенсия) — венесуэло-аргентинская актриса.

## Биография
Родилась 7 декабря 1962 года в Валенсии в семье француженки Гресии Мьюссенс и венесуэльца Лисандро Эрнесто Кольменареса. В семье было четверо родных детей и одна приёмная дочь. Когда Гресии было пять лет, родители развелись, и дети оказались полностью на содержании матери. В 10 лет Гресия переехала жить к её тёте в Каракас. Среднее образование получила в школе Лисандро Рамиреса и лицее Мальпика. Актёрскому мастерству училась у режиссёра и драматурга Мигеля Торренса.

## Карьера
С ранних лет девочка чувствовала в себе актёрское призвание. Первая её роль — девы Марии в школьном театре пришла к ней в девять лет. В том же возрасте она уговорила свою мать отвести её на прослушивание на телеканал RCTV, где, обойдя 30 претендентов, получила роль в теленовелле «Анхелика». Затем на три года в её карьере наступил перерыв, после чего Гресия, теперь уже будучи подростком, вновь вернулась на телеэкран, снявшись теперь в одной из центральных ролей в теленовелле «Каролина». До 1984 года она продолжала играть только центральных персонажей, пока, наконец, не снялась в теленовелле «Топаз», где роль слепой девушки Топаз стала её первой главной ролью. Это стало окончательным прорывом в её карьере. Затем в 1985 году она снялась в сериале «Ничья Мария», который стал её первой аргентинской работой. Эта теленовелла имела очень большой успех, из-за чего Гресия переехала работать из Венесуэлы в Аргентину, где в 1991 году её карьера оказалась на пике — она снялась в совместной итальяно-аргентинской теленовелле «Мануэла», в которой сыграла одновременно две роли двух единокровных сестёр. В 1996 году её карьера пошла на спад, так как теленовелла «Верность любви» (где она вновь сыграла одновременно двух сестёр) возымела не очень высокие рейтинги и в итоге была снята с показа. С 2001 года вместе с семьей живёт в Майами, Флорида, США.
В 2010-е годы приняла участие в ряде латиноамериканских телепроектов. В 2023 году стала участницей итальянской версии реалити-шоу «Большой брат».

## Семья
В 1979 году в 17 лет Кольменарес вышла замуж за актёра Генри Закка. Они пробыли вместе чуть больше года  (Кольменарес была беременна от него, но в итоге у неё случился выкидыш), после чего разошлись и окончательно развелись в 1983 году. С 10 сентября 1986 по 2005 год была замужем за предпринимателем Марсело Пелегри, сын Джанфранко Пелегри Кольменарес (род. 4 сентября 1992). В 2025 году у актрисы родился внук Лука.

## Фильмография
| Год  |   | Русское название             | Оригинальное название  | Роль                            |
| ---- | - | ---------------------------- | ---------------------- | ------------------------------- |
| 1976 | с | Каролина                     | Carolina               | Бланкита                        |
| 1979 | с | Голубая кровь                | Sangre azul            |                                 |
| 1979 | с | Эстефания                    | Estefanía              | Ана Мария Эскобар               |
| 1980 | с | Элизабет                     | Elizabeth              | Лурдес                          |
| 1981 | с | Мариелена                    | Marielena              |                                 |
| 1981 | с | Росалинда                    | Rosalinda              | Росалинда                       |
| 1984 | с | Асусена                      | Azucena                | Асусена Родригес                |
| 1984 | с | Топаз                        | Topacio                | Топаз                           |
| 1985 | с | Ничья Мария                  | María de nadie         | Мария                           |
| 1987 | с | Гресия                       | Grecia                 | Гресия                          |
| 1988 | с | Страсти                      | Pasiones               | Милагрос Сарменто               |
| 1989 | с | Мятежница                    | Rebelde                | Марина Рольдан                  |
| 1990 | с | Роман                        | Romanzo                | Джанина                         |
| 1991 | с | Мануэла                      | Manuela                | Мануэла / Исабель               |
| 1992 | с | Первая любовь                | Primer amor            | Мария-Инес                      |
| 1994 | с | Девушка по имени Судьба      | Más allá del horizonte | Милагрос / юная Мария Оласабаль |
| 1994 | с | День, когда ты меня полюбишь | El día que me quieras  | Соледад                         |
| 1996 | с | Верность любви               | Amor sagrado           | Ева / Анхелес                   |
| 1999 | с | Детвора                      | Chiquititas            | Ана Писарро                     |
| 2000 | с | Жизнь взаймы                 | Vidas prestadas        | Фернанда Валенте Лопес          |